# Александар Ненадовић
Александар "Ацика" Ненадовић (Хотин, 15. август 1815 — Београд, 7. октобар 1881) био је српски политичар. Ненадовић је био један од најмоћнијих људи у Кнежевини Србији средином 19. века. Вршио је функције министра финансија, заступника и заменика министра унутрашњих послова, а такође је био и члан Државног савета.

## Биографија
Александар Ненадовић потиче из угледне породице Ненадовић, а рођен 3/15. августа 1815. године у Хотину у Бесарабији и Руској Империји, где су се након пропасти Првог српског устанка преселили његов отац војвода Јаков Ненадовић и мајка Наранџа. Брат је Јеврема Ненадовића и стриц књегиње Персиде. У Хотину је завршио основну и средњу школу, а када се његов отац Јаков вратио у Србију заједно са породицом 1831. године, Ацика је тада примљен за практиканта суда ваљевске нахије. Исте године се уписао у новоотворено врховно училиште (Виша школа) у Београду. Први разред је завршио са одличним успехом, али није познато да ли је уопште похађао други разред. Као помоћник судског писара је био запослен 1834. године, док је 1835. године постављен за писара осправничества ваљевског округа. Идуће године је постављен за експедитора Савета, а 1839. године за стоначелника Државног савета. Завршио је Лицеј у Београду 1841. године.
Дана 27. јуна 1842. године постављен је за трећег секретара Државног савета. Након збацивања кнеза Михаила Обреновића, на место кнеза је дошао Ненадовићев зет Александар Карађорђевић, а Ненадовић је 7. новембра 1842. постављен за секретара Савета. На том месту није остао дуго, јер је на сопствени захтев тражио службу у министарству унутрашњих пслова. Кнез Александар га је 3. јануара 1843. именовао за свог ађутанта и обећао да ће временом удовољити његовој молби да служи у министарству унутрашњих послова. Унапређен је у чин мајора крајем 1843. године, а 1844. је именован за начелника ваљевског округа. Његовом именовању за начелника је највише утицало настојање уставобранитеља да га удаље од кнеза.
У октобру 1847. је изабран за помоћника министра унутрашњих послова, док је у новембру 1847. унапређен у чин потпуковника. Јавност је негодовала због Ненадовићевог именовања на ову функцију јер је други књегињин рођак Александар Трифковић поставлен за кнежевог ађутанта. Кнезу Александру је ово замерао чак и Стеван Книћанин, његов најбољи пријатељ. За време Српске револуција 1848—1849. бавио се организовањем добровољаца и слањем оружја и муниције Србима из Војводине. За време министровог одсуства често га је замењивао. Кнез Александар га је у октобру 1852. унапредио у чин пуковника. Ненадовић је постао врло моћан човек јер је управљао министарством које је обухватало највећи део српске владе, укључујићи и војску.
Крајем 1854. године је именован за привременог министра финансија. Ову позицију је обављао уз дужност помоћника министра унутрашњних послова. Дана 21. децембра 1855. године је постављен за министра финансија и ту се задржао до 28. септембра 1856. Кнез Александар га је противуставно поставио за министра финансија, јер није био члан савета, па је Савет протестовао против кнежеве противуставне одлуке. Кнез чак није ни поднео Ненадовићеву кандидатуру Савету, што је такође представљало кршење устава и пример државног удара. Савет је захтевао да кнез овај спор изнесе пред Високу порту, али кнез на то није одговорио. Као министар финансија одлучио се за неспровођење пореских реформи.
Именован је за члана Савета 28. септембра 1856. године. Поред њега, у Савету су били његов брат Јеврем Ненадовић, зетови Јеремија Станојевић и Јеврем Гавриловић. Поред Константина Николајевића имао је највећи утицај на кнеза Александра. Ненадовић је средином 1856. покушавао да утиче на то се састави министарство сачињено од млађих људи на челу са Николајевићем, па је ступио у преговоре са Гарашанином, кога је наговарао да буде заштитник једне такве владе. На крају је, ипак, формирана другачија влада. Више пута је као саветник радио да се разне владе сруше, са циљем да он постане министар унутрашњних послова. Остао је одан кнезу Александру Карађорђевићу, те је пред Светоандрејску скупштину покушавао да спречи кнежевово збацивање са власти. Смењен је 11. фебруара 1859. са места саветника.
Након повратка кнеза Милоша Обреновића на власт 1859. године, Ненадовићи су пали у немилост Милошевог режима. Ацика Ненадовић је заједно са четири саветника и још неколико људи затворен 11. јула 1859. године. Цела група је осумњичена да је намеравала да изврши атентат на кнеза Милоша или Михаила Обреновића. Затварање наводних завереника је лично наредно кнез Милош. Ненадовић је заједно са осталима био затворен у оковима под војном стражом на Топчидеру, а истрага над њима је трајала два месеца, да би на крају били пуштени. Међутим, кнез Милош је и након истраге сматрао да су га Ненадовићи и Станојевићи заиста планирали убити, па је почео да прети судијама који су пустили оптужене. Ненадовић, Јеремија Станојевић, Јаков Станојевић и Антоније Мајсторовић побегли су 3/15. септембра 1859. године, из страха за своју безбедност, под заштиту Турака на Калемегдан, а затим су отишли у Цариград. Кнез Михаило му је 1861. доделио пензију, па се вратио у Србију, али се није мешао у политику. Поново је био накратко ухапшен 1868. након атентата на кнеза Михаила. Том приликом су на смрт били осуђени његови синовци Младен, Сима и Светозар Ненадовић.
Умро је 25. септембра/7. октобра 1881. године у Београду.